# Sue Ellen Wright
Sue Ellen Wright (* 1943) ist eine amerikanische Übersetzungswissenschaftlerin, Terminologin und Linguistin. Sie lehrt als Professorin an der Kent State University in Ohio.

## Werdegang
Ab 1971 studierte Wright an der Washington University in St. Louis Germanische Sprachen, Literatur und Linguistik und erhielt 1971 ihren Doctor of Philosophy (Ph.D.). Neben ihrem Studium an der Washington University studierte Wright auch an der Goethe-Universität Frankfurt am Main. 
1981 bis 1986 arbeitete sie als firmeninterne Übersetzerin bei der Firma LuK Lamellen und Kupplungsbau, danach war sie bis 1994 als freiberufliche Übersetzerin und Terminologin bei dem Unternehmen Wright and Associates beschäftigt, bei dem sie von 1985 bis 2012 als Mitarbeiterin angestellt war. 
Seit 1990 ist Wright Mitarbeiterin an der Kent State University in Ohio und lehrt seit 1991 als Professorin der Germanistik und Mitarbeiterin an der Kent State University am Institute for Applied Linguistisch. Zu ihren Lehrprogramm gehört das technische Übersetzen vom Englischen in die deutsche Sprache sowie die Lehre von computergestützten Programmen für Übersetzer. Sie ist Vorsitzende des Komitees für Terminologie der  American Translators Association (ATA) und ist "ATA" zertifizierte Übersetzerin für Deutsch-Englisch. Sie ist aktiv als Ausbilderin und Fachberaterin für Unternehmen und Institutionen im Bereich des Terminologiemanagements und der Lokalisation tätig.
Dabei liegen ihre Lehrschwerpunkte in der Übersetzung von wissenschaftlichen, technischen und medizinischen Texten vom Deutschen ins Englische, sowie in der Dolmetscherausbildung, der Terminologielehre und den computerbasierten Übersetzungsprogrammen. 
Wright ist eine „ATA“ zertifizierte Übersetzerin für das Sprachenpaar Deutsch-Englisch und ist auf Produktionstechnik, Fahrzeugtechnik, Elektronik und Computeranwendungen spezialisiert.  Hauptsächlich beschäftigt sie sich mit Themen  der Forschung im Bereich der technischen Terminologie.

## Forschungsgebiete
- Übersetzungswissenschaft
- Wissenschaftliche und Technische Übersetzungen
- Terminologielehre
- computergestützte Terminologie

## Mitgliedschaften
- Vorsitzende des Komitees für Terminologie der American Translators Association[1] (ATA)
- Vorsitzende der USA Technical Advisory Group (TAG) der ISO TC 37, Terminologie (Richtlinien und Koordination)[2]
- Einberufer des TC 37/Sub-Komitees 3/WG 1, verantwortlich für die Vorbereitung der ISO FDIS 12620
- stellvertretende Vorsitzende der TC 37/SC 3, computergestützte Terminologie
- Einberufer des TC 37/Sub-Komitees 3/WG 3, zuständig für die Vorbereitung der ISO FDIS 12200 (Terminologie – Computeranwendungen – maschinell lesbare Terminologie)
- Mitglied der ASTM F15.48,[3] zuständig für das Management der Translationsqualität

## Publikationen (Auswahl)
- Standardizing Terminology for Better Communication: Practice, Applied Theory, and Results. West Conshohocken, American Society for Testing & Materials 1993
- Scientific and Technical Translation. Amsterdam/Philadelphia, John Benjamins Pub Co 1993
- Standardizing and Harmonizing Terminology: Theory and Practice. West Conshohocken, American Society for Testing & Materials 1995
- Handbook of Terminology Management: Volume 1: Basic Aspects of Terminology Management. Amsterdam/Philadelphia, John Benjamins Pub Co 1997
- Handbook of Terminology Management: Application-oriented Terminology Management: 2. Amsterdam/Philadelphia, John Benjamins Publishing Co 2001
- Scientific and Technical Translation (American Translators Association Scholarly Monograph Series). Amsterdam/Philadelphia, John Benjamins Publishing Co 2003